# ネコたちの大作戦
ネコたちの大作戦（原題: Tale of Two Kitties） は、ワーナー・ブラザースによるアニメ。 
ルーニー・テューンズにて作成されたアニメの作品。1942年制作。 
トゥイーティーの初期の姿がうかがえる作品でもある。トゥイーティーにも書かれているように初期のトゥイーティーは現在と異なり、黄色い羽毛に覆われていない。 
メリー・メロディーズ の漫画を、監督はボブ・クランペットで、脚本はウォーレン・フォスターによって書かれ、音楽をカール・スターリング が担当。この短編はトゥイティーのデビュー作として知られているが、スタッフによるとこの短編ではオーソンと呼ばれている。また、人気のコメディアンアボットとコステロに基づく、バビットとキャットステロ(en:Babbit and Catstello)が初めて登場。タイトル（原題）は、チャールズ・ディケンズの古典「2つの都市の物語」（英語: A Tale of Two Cities）の明白なしゃれである。 
この最初の登場時でさえ、トゥイーティーは、彼のかわいい姿が、彼を脅している人に対して容赦なく、サディスティックでさえあるという意欲を覆い隠していることを明らかにしている。キャットステロが画面外で誤って爆弾を爆発させた後、トゥイーティーは「ああ、哀れなネコたん、頭をぶつけちゃった！」と大きな笑顔で言う。（このセリフは、レッドスケルトンのキャッチフレーズを模してあり、後に『バニーのアルバイト』(1947年)などの他のワーナーの短編で使用される。）。『Life with Feathers』で1945年に公式デビューをした主な敵対者シルベスター・キャットが登場しなかった数少ないトゥイーティー短編の1つ。 
本作品は、1942年に明らかに成人の言及があった。キャットステロは第四の壁を破り、「ヘイズオフィスさえ見てなければ、鳥を出す(中指を立てると言う意味)なんて簡単さ。」という言及をした。 
ユナイテッド・アーティスツは1970年に著作権の更新がなされなかった為、現在米国においてはパブリックドメインにある。 そのため、海賊版のホームビデオVHS、DVD、およびBlu-rayセットもある。

## 内容
この話は二匹の猫がトゥイーティーを捕まえるという話である。一見普段と変わりないように見えるがシルベスター・キャットが追う話ではない。
二匹の猫（バビットとキャットステロ）が木の上で寝ているトゥイーティーを狙おうと二匹がいろいろな手段を使うがもちろん全て失敗する。最後はキャットステロが捕まえようと羽をつけて飛ぶがトゥイーティーが電話を取って空襲警備隊の司令部に電話し、サーチライトでキャットステロが見つかり、何度も撃たれる。その際キャットステロは「保険には入らないよね?」と言う。その後隙をうかがって襲おうとしたが「電気を消さないか！」とトゥイーティーに言われ電気が消えて終わる。

## 概要
- バビットとキャットステロは、後に、「シルベスター&トゥイーティー ミステリー」の第31話のAパート「氷上の大乱闘」にも出演しており、キャットステロにはかつて妻と二人の子供と曽祖母がいたことが判明した。この時の声優は星野充昭(バビット)と小形満(キャットステロ)が担当していた。また、ルーニー・テューンズ:ワールド・オブ・メイヘムで2022年にバビット、キャットステロ、初期のトゥイーティーがプレイアブルキャラクターとして追加された。